# Îles Belep
Îles Bélep (in nyelâyu: Belep Kaponaua oppure Dau Ar, letteralmente: Isole del Sole) è un comune della Nuova Caledonia di 930 abitanti che comprende tutto l'arcipelago delle Isole Belep a nord della Nuova Caledonia e anche le Isole Chesterfield.